# SPA-Viberti AS43
La Carrozzeria Speciale AS43 o SPA-Viberti AS43 è un'autoblindo prodotta dalla Viberti ed adottata dall'Esercito della Repubblica Sociale Italiana durante la seconda guerra mondiale.

## Sviluppo
Questo veicolo nacque dall'esigenza dell'Esercito Repubblicano di un'autoblindo da ricognizione e supporto alla fanteria più economica e semplice delle AB40/41 e AB43. La AS43 fu sviluppata e prodotta nel 1944 dalla Viberti partendo dalla “Autoblindo Africa Settentrionale Italiana” o "ABS37" della Società Piemontese Automobili. Quest'ultima era stata ideata nel 1941, insieme al veicolo trasporto truppe S37 (l'unico dei due modelli poi effettivamente adottato dal Regio Esercito), sulla base del trattore d'artiglieria leggero Fiat-SPA TL37, armata con la torretta dell'autoblindo AB40 (armata con una mitragliatrice Breda Mod. 38. Fu impiegata dalle forze fasciste della RSI in particolare dalle brigate nere e dalla guardia nazionale repubblicana dove fu assegnato in almeno due esemplari al Gruppo corazzato "Leonessa" della Guardia Nazionale Repubblicana ed usato nel contrasto alla lotta partigiana in Piemonte.

## Caratteristiche

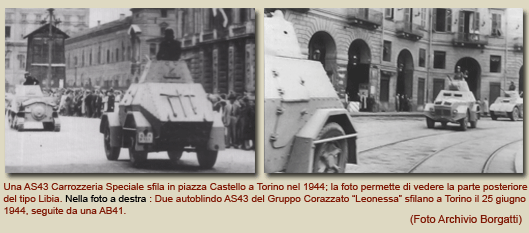
AS43 in parata a Torino

Lo scafo ricalca nelle linee quello dell'Autoprotetto S37. Nello scafo, cui si accede da uno sportello laterale in due elementi,  prendono posto i conduttore ed il porgitore (servente). L'armamento era concentrato tutto nella torretta del carro armato leggero L6/40: l'arma principale è il cannone-mitragliera Breda 20/65 Mod. 1935 da 20 mm; l'arma secondaria è la classica Breda Mod. 38 coassiale da 8 mm. Nel vano di combattimento erano stivate 10 cassette di caricatori da 20 mm e 6 cassette per le munizioni da 8 mm.